# Paulo Leminski
Paulo Leminski Filho (ur. 24 września 1944 w Kurtybie, zm. 7 czerwca 1989 w Kurytybie) – brazylijski pisarz i poeta, polskiego pochodzenia ze strony ojca i afrobrazylijskiego ze strony matki. Tłumaczył prace: Jarry’ego, Joyce’a, Fante’a, Lennona, Becketta i Mishimy. Stworzył również kilka albumów muzycznych.

## Życiorys
Leminski urodził się w Kurytybie, w brazylijskim stanie Paraná, w 1944 r. Jego ojciec, Paulo Leminski II, miał polskie pochodzenie, a jego matka, Áurea Pereira Mendes, była afro-brazylijką. W 1958 został wysłany do klasztoru świętego Benedykta w São Paulo, gdzie przebywał przez cały rok. W 1961, mając zaledwie siedemnaście lat, ożenił się z Neivą Marią de Sousa. Związek ten trwał siedem lat. W 1964 roku opublikował swoje pierwsze wiersze w magazynie Invenção, założonym przez Décio Pignatari, Haroldo de Campos i jego brata Augusta. W 1965 roku został nauczycielem historii i twórczego pisania, mimo że nigdy nie ukończył college'u. Był także ekspertem judo sensei.
W 1968 ożenił się po raz drugi z poetką Alice Ruiz, z którą miał troje dzieci. W 1969 przeniósł się tymczasowo do Rio de Janeiro, a w następnym roku powrócił do Kurytyby.
W 1975 opublikował swoją pierwszą pracę - Catatau. Jest to powieść eksperymentalna, opowiadająca o wyimaginowanej wizycie filozofa René Descartesa w Brazylii wraz z księciem Johnem Maurycym z Nassau podczas najazdów holenderskich na Brazylię w XVII wieku. W kolejnych latach opublikował kilka antologii swoich wierszy, z których najbardziej znaczącymi były Distraídos Venceremos, Haitropikais (zbiór jego haiku) i Caprichos e Relaxos. Jego druga awangardowa powieść, Agora É que São Elas, została opublikowana w 1984, jednak nie został tak dobrze przyjęta jak Catatau.
Był poliglotą. Znał francuski, angielski, japoński, hiszpański, łacinę i grekę.

## Twórczość

### Poezje
- 40 Clics em Curitiba (1976)
- Polonaises (1980)
- Não Fosse Isso e Era Menos/Não Fosse Tanto e Era Quase (1980)
- Tripas (1980)
- Caprichos e Relaxos (1983)
- Haitropikais (1985)
- Um Milhão de Coisas (1985)
- Distraídos Venceremos (1987)
- O ex-estranho  (1996)

### Proza
- Catatau (1975)
- Agora É que São Elas (1984)
- Metaformose das Metamorfoses (Poetycka narracja) (1995)

### Biografie
- Matsuo Bashō (1983)
- Jesus (1984)
- Cruz e Sousa (1985)
- Trotsky: A Paixão Segundo a Revolução (1986)